# Pehr Johnsson (författare)
Pehr Johnsson, född 15 april 1873 i Emmislövs socken, död 20 maj 1963 i Östra Broby socken, var en svensk folkbildare, hembygdsforskare och författare.

## Biografi
Föräldrar var lantbrukaren John Persson och Agna Nilsson och Johnsson brukade först föräldragården under omkring tio år, men övergick därefter till att ägna sig åt författarskap. föreläsningsverksamhet och hembygdsforskning. Efter folkkskolan gick Johnsson på folkhögskola och bedrev omfattande självstudier. Han var organiserad nykterhetsman och hade en ledande ställning i Sveriges Blåbandsförening samt kanaliserade hembygdsintresset genom att från 1920 vara ordförande i Göingeortens hembygdsförening. 
Johnsson har utgett en mängd kulturhistoriska skildringar, främst angående orter och förhållanden i norra Skåne.

### Skönlitteratur
- Livets strängaspel och andra berättelser samt skisser. Biblioteket Ljungblomman ; 18. Köping: Lindblad. 1907. Libris 1612050
- Olof Tyste : en berättelse från Vasa-tiden  : för Nerikes-tidningen. Örebro. 1909. Libris 2729603
- Solbergafolket : en släkthistoria. Örebro. 1909. Libris 2729606
- Under kampdagar : vers och prosa. Kristianstad: Möllers bokh. 1909. Libris 1614658
- Jöns från Björksta : en berättelse från Vasa-tiden. Örebro. 1910. Libris 2729593
- Arvid i Öshult : sägen från tiden för kristendomens införande. Örebro. 1911. Libris 2729577
- Vid Sveriges Blåbandsförenings tjugufemårsjubileum 17 juli 1911. Stockholm. 1911. Libris 2729613
- Soldater. Göteborg: Västra Sverige. 1912. Libris 1635313
- Vardagsliv och hälgdagsstämning : prosa och vers. Borlänge: Hasselkvists bokh. 1913. Libris 1635317
- När julljusen brinna : en julbok. Stockholm: Ev. fosterl.-stift. 1916. Libris 1654010
- Bönder : berättelser från nordskånska bygder. Malmö: Framtiden. 1917. Libris 1654005
- Herr Paul i Glimåkra : romantiserad skildring från snapphanetiden. Kristianstad: Hj. Möllers bokh. 1917. Libris 1654009
- Från Helgeådalen : nya allmogeberättelser. Malmö: Framtiden. 1923. Libris 1485647
- Ur kantat vid Sveriges Blåbandsförenings 25-års jubileum. Blåbandsförening, Sveriges. Skrifserie ; 7. Sundsvall. 1923. Libris 2729612
- Hemma : Skånevers och annat. Hvetlanda: Sv. allmogeförl. 1927. Libris 3003365
- Landsvägsromantik från Göinge : När det var tjugu krogar på sex mils väg. Kristianstad: Kristianstads boktr.-ab. 1951. Libris 1454179
- Oden och hans hundar : ett folkloristiskt julkåseri. Kristianstad. 1953. Libris 9546102
- Snapphanesägner från Göinge. Kristianstad: Kristianstads boktr.-ab. 1953. Libris 1454180